# Bazicourt
Bazicourt es una comuna francesa situada en el departamento de Oise, en la región de Alta Francia.

## Demografía
| 213 | 243 | 284 | 347 | 310 | 291 | 351 |
| Para los censos de 1962 a 1999 la población legal corresponde a la población sin duplicidades (Fuente: INSEE [Consultar]) |     |     |     |     |     |     |